# GB K
Die zweiachsigen gedeckten Güterwagen der Gattung K kamen ab 1874 bei der Gotthardbahn-Gesellschaft (GB) zum Einsatz.

## Geschichte
Mit der Kennung K wurden bei der GB gedeckte Güterwagen bezeichnet, die auch für den Viehtransport zugelassen waren. Zwischen 1874 und 1883 entstanden insgesamt 219 Exemplare dieser Baureihe mit offener Bremserbühne.
Die Wagen hatten ursprünglich einen dunkelgrünen Anstrich. Später wurden sie dunkelgrau lackiert und trugen weisse Aufschriften.

### Liste
| Baujahr | Stückzahl | Hersteller                                      | Nummern   |
| ------- | --------- | ----------------------------------------------- | --------- |
| 1874    | 45        | Maschinenfabrik Bern                            | 2001–2045 |
| 1882    | 30        | Maschinenbau Aktiengesellschaft Nürnberg        | 2046–2075 |
| 1882    | 80        | Hauptwerkstätte der Schweizerischen Centralbahn | 2076–2155 |
| 1882    | 40        | Waggonfabrik Schmieder & Mayer, Karlsruhe       | 2156–2195 |
| 1883    | 24        | Waggonfabrik Schmieder & Mayer, Karlsruhe       | 2196–2219 |

Wagen Nr. 2001 wurde 1904 ausrangiert. Zwei weitere im Folgejahr. Die restlichen 216 wurden von den Schweizerischen Bundesbahnen (SBB) bei der Verstaatlichung 1909 übernommen und bekamen die Nummer 28601–28816. Wie lange die Wagen im Einsatz waren, ist nicht genau bekannt.